# 佐々木菜摘
佐々木 菜摘（ささき なつみ、1960年3月30日 - ）は、日本の女性声優、女優。岩手県出身。

## 人物
以前はアーツビジョン、カメレオン・ハウス、劇団集団バーストマンに所属していた。
特技はものまね、イラスト。趣味はゴルフ、競馬、スポーツ観戦、パチンコ、料理。

## 出演
太字はメインキャラクター。

### テレビドラマ
- 木曜ドラマ シリーズ街「オモチャを抱いた大人たち」（1989年6月29日 - 7月6日、テレビ朝日）
- NHK大河ドラマ（NHK）
  - 太平記 第1回（1991年1月6日） - 女房 役
  - 信長 KING OF ZIPANGU 第4、48回（1992年1月26日、12月6日）
  - 秀吉（1996年1月7日 - 12月22日） - 見物人 役
- 連続テレビ小説30周年記念作品 君の名は 第五部：「愛のゆくえ・対決編」：第36週（第213回）（1991年4月1日 - 1992年4月4日、NHK） - 仲居 役
- 土曜ワイド劇場 松本清張作家活動40年記念 一年半待て（1991年6月8日、テレビ朝日）※1991年版
- 芸者小春の華麗な冒険 最終回（1991年6月20日、テレビ朝日）
- 金曜時代劇 腕におぼえあり 第1シリーズ：第1、6回（1992年4月10日、5月15日、NHK）
- 金曜ドラマ 誰にも言えない 第5話（1993年8月6日、TBS）
- 奇跡の生還! 九死に一生スペシャル（1996年 - 2003年、日本テレビ）※再現ドラマ
- 月曜ドラマ・イン 名探偵保健室のオバさん（1997年1月6日 - 3月10日、テレビ朝日）

### テレビ番組
- 目撃!ドキュン（テレビ朝日）
- ルックルックこんにちは（日本テレビ）

### 舞台
- 天狼プロダクション 第2回製作作品「いとしのリリー」浅草編'94 - 浜田キヰ子 役
- 八十八夜の子守唄（2002年12月22、23日） - 村の子供 役

### 映画
- トーキング・ヘッド（1992年、監督・脚本：押井守、エンボディメント・フィルムズ/バンダイビジュアル） - 作画担当：千恵 役
- NIGHT HEAD 劇場版（1994年11月3日、監督・原作：飯田譲治、東宝）

### ラジオドラマ
- ことばの教室4年生（おばあちゃん、ナレーション、母親、語り手、朗読、カタツムリ、ライオン、ほうおう、子供）※NHK-FM

### テレビアニメ
1983年
- 機甲創世記モスピーダ（女）

1985年
- 六三四の剣（方言指導、栗田朗、枡谷晴美）

1986年
- Oh!ファミリー
- ハイスクール!奇面組（出瀬質代）

1988年
- エスパー魔美（カオリ、キタキツネ）

1989年
- 機動警察パトレイバー PATLABOR （1989年 - 1990年、看護婦、管理人、コンパニオン、女性隊員） - 2シリーズ
- チンプイ（内木の母）
- らんま1/2（1989年 - 1992年） - 2シリーズ

1990年
- ジャングル大帝

1991年
- 楽しいムーミン一家 冒険日記（母ちゃん）

1992年
- アニメひみつの花園（村人）
- カリメロ（2作目・1992年）（1992年 - 1993年、スージー、スージーのママ、ジュディ、ニュースキャスター）
- クッキングパパ（魚屋、梅田の母、リカ）
- スペースオズの冒険（西の魔女）
- 姫ちゃんのリボン（1992年 - 1993年、大地の母、結花のおばさん）

1993年
- 南国少年パプワくん（占い師）

1994年
- 死にぞこない係長（「女難大パニック」花園英郎、「酒乱大パニック」女将）

1995年
- クマのプー太郎（野良猫ミュー、女神、ナレーション、ギャルたち、グラビアの娘、オロオロ鳥、主婦）

1996年
- 天空のエスカフローネ（ひとみの母）※役名表記無し
- ハーメルンのバイオリン弾き（1996年 - 1997年、ショーム・ボーン王妃、店主）

1997年
- HARELUYA II BØY（ピカソ、マリアンヌ、あや、女教師）
- HAUNTEDじゃんくしょん（校内放送）

1998年
- 深海伝説MEREMANOID（ルースミラーの母）

### OVA
1984年
- くりいむレモン 亜美シリーズ（さとみ）
- くりいむレモン エスカレーションシリーズ（ミドリ）

1987年
- 戦国奇譚妖刀伝 第二巻「鬼哭の章」（老婆）
- 真魔神伝 バトルロイヤルハイスクール（邪妖精）

1990年
- デビルマン 妖鳥死麗濡編

1991年
- 英雄凱伝モザイカ（ジル・エン）
- ここはグリーン・ウッド（教師）※第6話
- めぞん一刻 番外編 一刻島ナンパ始末記（茶店のおばあちゃん）

### ゲーム
1996年
- クマのプー太郎 空はピンクだ!全員集合!!（それダメっす）（野良猫ミュー）

1997年
- アルナムの翼 焼塵の空の彼方へ（マナ）
- スタンバイSay You!（キャスター）

1996年
- 対戦ホットギミック（大仁祐子）※アーケード版

2003年
- 対戦ホットギミック（大仁祐子）※PC版

2004年
- 対戦ホットギミック コスプレ雀（大仁祐子）※PS2版

### 吹き替え

#### 映画
- がんばれ!ベアーズ 特訓中（ホセ・アギラー〈ジェイミー・エスコベド〉）※テレビ朝日版

### CDドラマ
- しあわせのかたち番外編
- 声優ドラマCD「平和自動車教習所」
- CDドラマ「ラダマントゥス」
- ドラマCD「天体議会」（エレベーターの声）
- "Secret Sessions" Series Extra Edition
- スーチー・ドラマシアター「ミラクルアナザーワールド！PART II 原始時代編」（原始人ウボ）
- 不帰の迷宮 THE GREAT MAZE OF OVERKILL（岸田原今日子、黒柳田徹子、寺島田純子、楠木田原絵里子、セガ瑛子）
- ドラマCD『真説サムライスピリッツ 武士道烈伝』（モナシ、パクパク）
- グラムス・レディオナイト「ありすインサイバーランド」ラジオドラマCD Vol.1
- 卒業〜クロスロード〜 ドラマCD
- WILD HALF ドラマアルバム Encounter2（教師）

### ナレーション
- 必撮ビデオ!!あんたが主役（1996年4月18日 - 9月26日、テレビ朝日）

### その他
- 〈方言指導〉六三四の剣（アニメーション）
- 〈音楽CD・コントの企画〉今賀瞬〜バーストマン愛しのソングブックVol.1〜（1992年7月22日、キングレコード）
- 〈音楽CD〉「OH!Va・3ハリケーン」（1993年3月24日）

### シリーズ一覧
1. ↑  第1期『前夜祭』（1989年）、第2期『ON TELEVISION』（1989年 - 1990年）
2. ↑  第1期（1989年）、第2期『熱闘編』（1989年 - 1992年）